# Nicola Loda
Nicola Loda (Brescia, 27 de julio de 1971) es un antiguo ciclista italiano.

## Biografía
Nicola Loda debutó como profesional en 1994 con el equipo MG Maglificio de Giancarlo Ferretti. Se consagra como uno de los mejores sprinters del equipo por detrás de Fabio Baldato, apareciendo en varios esprints masivos del Tour de Francia 1997. Después de cuatro temporadas en esta formación, fichó por el conjunto Ballan. Ganó su primera victoria como profesional en 1999 en la Vuelta a Dinamarca. Ese mismo año le niegan la salida en el Giro de Italia debido a que dio positivo por hematocrito superior al 50 %.
En 2000 se unió al Fassa Bortolo, junto a varios de sus antiguos compañeros. Actuó de lanzador de Dimitri Konyshev, quien se proclamó vencedor de la clasificación por puntos del Giro 2000, y sobre todo también ayudó a Alessandro Petacchi quien se consagró como uno de los mejores sprinters del mundo. Loda estuvo cuatro años acompañando a Petacchi. Tras estos años recaló en las filas del Tenax en 2004, después fichó por el Liquigas, y se retiró en 2006.

## Palmarés
1999
- 1 etapa de la Vuelta a Dinamarca

2000
- Dekra Open Stuttgart, más 1 etapa
- 1 etapa del Gran Premio de Midi Libre
- 1 etapa del Tour de Luxemburgo

2002
- 1 etapa del Giro Riviera Ligure Ponente

2003
- 1 etapa del Tour de Luxemburgo

## Resultados en Grandes Vueltas
| Carrera | Carrera         | 1994 | 1995  | 1996 | 1997  | 1998 | 1999 | 2000 | 2001 | 2002  | 2003 | 2004 | 2005 | 2006 |
| ------- | --------------- | ---- | ----- | ---- | ----- | ---- | ---- | ---- | ---- | ----- | ---- | ---- | ---- | ---- |
|         | Giro de Italia  | —    | 90.º  | 56.º | 44.º  | 46.º | Ab.  | —    | —    | —     | —    | 74.º | —    | —    |
|         | Tour de Francia | —    | 100.º | —    | 110.º | —    | —    | —    | 99.º | 121.º | Ab.  | —    | —    | —    |
|         | Vuelta a España | —    | —     | Ab.  | —     | —    | —    | 97.º | —    | 88.º  | —    | —    | —    | —    |

―: no participa

Ab.: abandono